# Romancheina labiosa
Romancheina labiosa is een mosdiertjessoort uit de familie van de Romancheinidae. De wetenschappelijke naam van de soort is, als Lepralia labiosa, voor het eerst geldig gepubliceerd in 1854 door Busk.